# Монталдо Роеро
Монта̀лдо Роѐро (на италиански: Montaldo Roero; на пиемонтски: Montaud Roé, Монтауд Рое) е село и община в Северна Италия, провинция Кунео, регион Пиемонт. Разположено е на 370 m надморска височина. Населението на общината е 872 души (към 2010 г.).